# Feria del Libro Antiguo y de Ocasión de Madrid

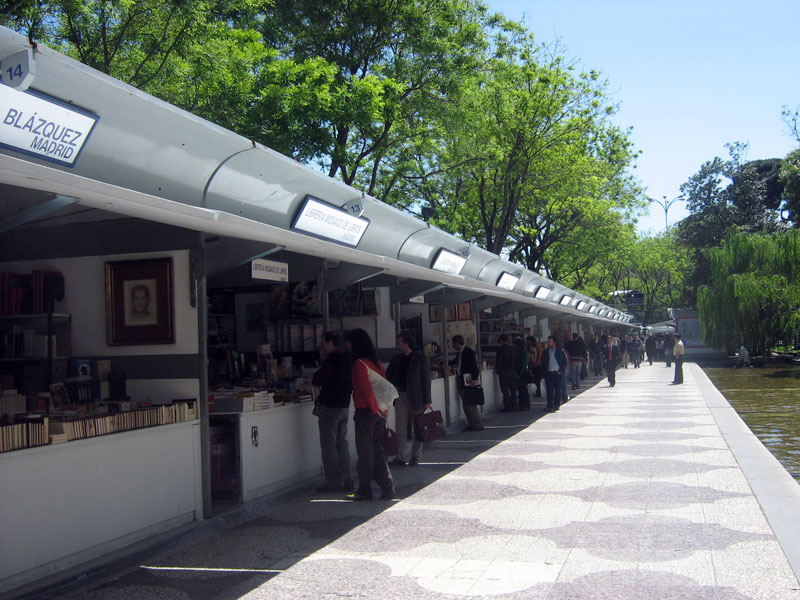
Casetas en el Paseo de Recoletos.

La Feria del Libro Antiguo y de Ocasión de Madrid es un evento cultural que se celebra cada año en Madrid, la capital de España. Está organizada por la Asociación de Libreros de Lance de Madrid y cuenta en la actualidad con la colaboración del Ministerio de Educación, Cultura y Deporte, el Ayuntamiento de Madrid, la Comunidad de Madrid, Uniliber: Libros y Coleccionismo, Banco Sabadell y Fernando Vicente - Painter & illustrator. 

## Historia y características

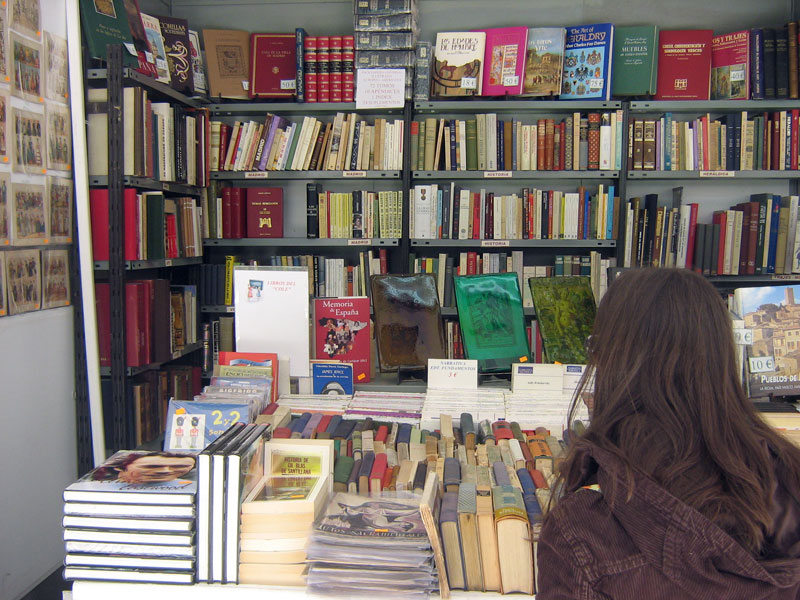
Una joven otea uno de los puestos, en la edición de 2008.

La primera edición de este evento se celebró en 1977. Desde entonces, en los últimos días del mes de abril y los primeros de mayo, la Feria del Libro Antiguo y de Ocasión se instala año tras año en el Paseo de Recoletos de Madrid. La cantidad de libreros participantes suele estar en torno a 50, siendo en su gran mayoría de Madrid y Barcelona, con algunos asistentes esporádicamente de otras localidades de España.
La feria cuenta con un gran número de asistentes (300.000 en 2007), por razones que van implícitas en su nombre. A lo largo de las aproximadamente 50 casetas el visitante puede encontrar volúmenes que hace años que no se editan, obras de segunda mano a buen precio y rarezas que hacen las delicias de los coleccionistas.
Desde 1977 la feria cuenta con tres "tradiciones". La primera de ellas es el cartel, encargado cada año a un artista -en 2008, por ejemplo, el autor fue César Fernández Arias-. Por otro lado, se celebra un pregón inaugural a cargo de un escritor o alguien relacionado con el mundo de la cultura, como Ian Gibson (2007) o Emma Cohen (2008).

### Pregoneros
Uno de los mayores eventos de la feria consiste en su inauguración, pues la misma corre a cargo de una personalidad del mundo de la cultura, que por su repercusión en los medios suele ser el principal aporte publicitario a la hora de captar público. A lo largo de las más de 30 ediciones de este evento se han sucedido autores como el hispanista Ian Gibson, el historiador Julio Caro Baroja o el escritor Camilo José Cela.
Otros pregoneros de renombre fueron Fernando Lázaro Carreter, Antonio Gala, Rafael Alberti, Antonio Mingote o Francisco Nieva.